# Lebiedzin (powiat sokólski)
Lebiedzin – wieś w Polsce, położona w województwie podlaskim, w powiecie sokólskim, w gminie Sokółka.
W latach 1975–1998 wieś należała administracyjnie do województwa białostockiego.
We wsi znajduje się drewniany zabytkowy dwór z 1894 roku, pozostałość po majątku ziemskim. Jego ostatnią właścicielką była Helena von Oettingen (pochowana na pobliskim cmentarzu w Starej Rozedrance). Po wojnie budynek używano jako szkołę. Obecnie znów jest własnością rodziny.
Wierni kościoła rzymskokatolickiego należą do parafii Najświętszego Serca Pana Jezusa w Rozedrance Starej.

## Integralne części wsi
| SIMC    | Nazwa     | Rodzaj    |
| ------- | --------- | --------- |
| 0040293 | Sakowo    | część wsi |
| 0040301 | Starzynka | kolonia   |

## Historia
13 stycznia 1929 roku patrol policyjny posterunku w Sokółce spotkał rano w okolicach wsi Lebiedzin wieśniaka z bronią myśliwską wchodzącego do lasu państwowego. Na wezwanie „stój” kmiotek zaczął uciekać, a na dany ze strony policji strzał ostrzegawczy w powietrze, strzelił z dubeltówki w kierunku policji, a następnie rzucił broń i uciekł. Za uciekającym oddano dwa strzały i wkrótce go ujęto. Zatrzymanym był kłusownik – Paweł Ratkiewicz. Podczas prowadzenia Ratkiewicza do Sokółki przez rodzinną wieś, wybiegli bracia zatrzymanego – Antoni i Aleksander, usiłując odbić się policji. Policja zatrzymała również Antoniego, zaś Aleksander ukrył się. Podczas wymiany strzałów nikt nie został ranny.